# Huang Chonggu
Huang Chonggu (Chino: 黃崇嘏; pinyin: Huáng Chónggǔ, 885–924) fue una funcionaria y poeta china conocida por su habilidad académica, así como por hacerse pasar por un hombre. Su historia de fondo y sus poemas han servido de inspiración para una variedad de adaptaciones históricas y modernas.

## Biografía
Huang era hija de un funcionario, pero quedó huérfana a una edad temprana y fue criada por una criada. A una edad temprana, comenzó a vestirse con ropa de hombre. 
Alrededor del 915, fue arrestada bajo sospecha de incendio provocado y escribió un poema en su defensa. A causa de esto, fue absuelta por el primer ministro del estado de Shu, Zhou Xiang, quien quedó impresionado por la inteligencia y el talento exhibido en su defensa. 
Posteriormente, Zhou Xiang le dio una beca para estudiar en una universidad cercana, y la empleó después de que  completó su educación en la administración local. Allí, fue descrita como un poeta talentoso, un destacado ajedrecista, y un oficial capaz y administrador. Zhou Xiang estaba tan impresionado con sus capacidades que le  ofreció la mano de una de sus hijas en matrimonio.
Al llegar a este punto, se vio forzada a revelar su sexo biológico, lo cual hizo mediante el poema 辞蜀相妻女诗, escrito en el estilo Qijue. Zhou Xiang vio su decisión de vivir como hombre como una señal de virtud, pero la administración no vio esto la misma manera, y fue despedida.

## En cultura popular
La historia de Huang Chonggu ha atraído un gran interés, y ha sido descrita en literatura muchas veces a través de la historia. 
Xu Wei, artista y dramaturgo de la dinastía Ming escribió sobre la historia de Huang Chonggu en su obra La niña graduada rechaza el fénix femenino y gana el fénix masculino (chino simplificado: 女状元辞凰得凤; chino tradicional: 女狀元辭凰得鳳; pinyin: Nǚ zhuàngyuán cí huáng dé fèng).